# 2306 Bauschinger
2306 Bauschinger (1939 PM) là một tiểu hành tinh vành đai chính được phát hiện ngày 15 tháng 8 năm 1939 bởi Reinmuth, K. ở Heidelberg. Nó được đặt theo tên nhà thiên văn học Julius Bauschinger.